# Тимова (Малопольське воєводство)
Тимова (пол. Tymowa) — село в Польщі, у гміні Чхув Бжеського повіту Малопольського воєводства.
Населення — 1619 осіб (2011).
У 1975—1998 роках село належало до Тарновського воєводства.

## Географія
У селі бере початок річка Тимувка.

## Демографія
Демографічна структура станом на 31 березня 2011 року:
|          | Загалом | Допрацездатний вік | Працездатний вік | Постпрацездатний вік |
| -------- | ------- | ------------------ | ---------------- | -------------------- |
| Чоловіки | 782     | 226                | 486              | 70                   |
| Жінки    | 837     | 198                | 471              | 168                  |
| Разом    | 1619    | 424                | 957              | 238                  |